# Rio Rico Northwest
Rio Rico Northwest és una concentració de població designada pel cens dels Estats Units a l'estat d'Arizona. Segons el cens del 2000 tenia 2.882 habitants.

## Demografia
Segons el cens del 2000, Rio Rico Northwest tenia 2.882 habitants, 784 habitatges, i 660 famílies La densitat de població era de 69,1 habitants/km².
Dels 784 habitatges en un 64,8% hi vivien nens de menys de 18 anys, en un 65,6% hi vivien parelles casades, en un 13,9% dones solteres, i en un 15,8% no eren unitats familiars. En el 12,4% dels habitatges hi vivien persones soles el 0,6% de les quals corresponia a persones de 65 anys o més que vivien soles. El nombre mitjà de persones vivint en cada habitatge era de 3,68 i el nombre mitjà de persones que vivien en cada família era de 4,07.
Per edats la població es repartia de la següent manera: un 41,7% tenia menys de 18 anys, un 9,5% entre 18 i 24, un 33,2% entre 25 i 44, un 13% de 45 a 60 i un 2,7% 65 anys o més.
L'edat mediana era de 24 anys. Per cada 100 dones de 18 o més anys hi havia 89,8 homes.
La renda mediana per habitatge era de 31.068 $ i la renda mediana per família de 30.781 $. Els homes tenien una renda mediana de 27.008 $ mentre que les dones 23.456 $. La renda per capita de la població era de 9.078 $. Aproximadament el 14,7% de les famílies i el 15,8% de la població estaven per davall del llindar de pobresa.

## Poblacions més a prop
El següent diagrama mostra les poblacions més a prop.